# Kálmán Hazai
Kálmán Hazai, né le 17 juillet 1913 à Marosvásárhely et mort le 21 décembre 1996 à Copenhague, au Danemark, est un joueur de water-polo hongrois, champion olympique en 1936 à Berlin.